# 雷莫·弗罗伊勒
雷莫·弗罗伊勒（Remo Freuler，1992年4月15日—）是瑞士的一位職業足球運動員，在場上的位置是中場。現効力意甲球會波隆那。他也代表瑞士國家足球隊參加國際比賽。

## 俱樂部生涯

### 波隆那
2023年9月1日，弗羅伊勒返回義大利，以租借形式加盟意甲球會波隆那，並附帶條件的買斷義務，作為互換交易的一部分，尼古拉斯·多明奎茲加盟了英超球隊諾丁漢森林。

## 國家隊生涯
2017年3月25日，費奧拿在國家隊1-0擊敗拉脫維亞的比賽中，他在第84分鐘替補哈里斯·舍費洛維奇，首次代表瑞士國家足球隊出場。
2019年3月26日，費奧拿在2020年歐洲國家盃外圍賽中為瑞士3-3戰平丹麥的比賽中攻入他的首個進球。
2020年10月13日，弗罗伊勒在歐洲國家聯賽對陣德國的比賽踢進個人的國家隊第二個進球，並參與貢獻兩球，最終3-3戰平德國。
2024年6月7日，弗罗伊勒入選瑞士隊參加2024年歐洲足球錦標賽的瑞士陣容。他在球隊對匈牙利的首場比賽中首發出場，並助攻米歇爾·艾比舍爾的進球幫助球隊以3-1獲勝。6月29日，對義大利的比賽中，他打進了他在歐洲賽場上的首個進球，幫助球隊2-0獲勝，幫助球隊自1993年以來首次戰勝對手。

## 生涯統計

### 國家隊進球
最後更新：2024年10月15日 
| No. | 日期           | 比賽場地                           | 對手     | 比分 | 賽果 | 賽事                       |
| --- | -------------- | ---------------------------------- | -------- | ---- | ---- | -------------------------- |
| 1.  | 2019年3月26日  | 瑞士巴塞尔,圣雅各布公园球场        | 丹麦     | 1-0  | 3-3  | 2020年歐洲國家盃外圍賽     |
| 2.  | 2020年10月13日 | 德國科隆,莱茵能源体育场            | 德国     | 2-0  | 3-3  | 2020–21年歐洲國家聯賽A     |
| 3.  | 2020年11月14日 | 瑞士巴塞尔,圣雅各布公园球场        | 西班牙   | 1-0  | 1-1  | 2020–21年歐洲國家聯賽A     |
| 4.  | 2021年11月15日 | 瑞士琉森,瑞士体育竞技场            | 保加利亚 | 4-0  | 4-0  | 2022年國際足協世界盃外圍賽 |
| 5.  | 2022年9月27日  | 瑞士聖加侖,康步公園                | 捷克     | 1-0  | 2-1  | 2022-2023年歐洲國家聯賽A   |
| 6.  | 2022年12月2日  | 卡達多哈,974體育場                 | 塞爾維亞 | 3-2  | 3-2  | 2022年國際足協世界盃       |
| 7.  | 2023年6月16日  | 安道爾安道爾城,安道爾國家體育場    | 安道尔   | 1-0  | 2-1  | 2024年歐洲國家盃外圍賽     |
| 8.  | 2023年9月9日   | 科索沃普里斯提納,法蒂爾·沃柯里球場 | 科索沃   | 1-0  | 2-2  | 2024年歐洲國家盃外圍賽     |
| 9.  | 2024年6月29日  | 德國柏林,奧林匹克體育場            | 義大利   | 1-0  | 2-0  | 2024年歐洲足球錦標賽淘汰賽 |
| 10. | 2024年10月15日 | 瑞士聖加侖,康步公園                | 丹麦     | 1-0  | 2-2  | 2024-2025年歐洲國家聯賽A   |

## 個人生活
雷莫是瑞士自行车运动員、世界领先计分赛冠軍烏爾斯·費奧拿的親戚。

## 榮譽

### 俱樂部
波隆那
- 意大利盃冠軍：2024–25[11]

## 外部連結
- Soccerway資料庫：雷莫·弗罗伊勒